# Recess Records
Recess Records is een onafhankelijk platenlabel opgericht in 1989, naar aanleiding van de uitgave van het debuutalbum van de Amerikaanse punkband F.Y.P, Extra Credit. Het label was oorspronkelijk alleen bedoeld om de muziek van F.Y.P uit te geven. Na enige succes begon het label echter ook muziek van andere punkbands uit te geven, waarna er na een tijde ongeveer twintig bands bij het label speelden. Pinhead Gunpowder kondigde in april 2008 aan dat ze een single via het label zouden uitgeven in mei 2008.
Recess Records werd opgericht in Torrance, Californië, maar verplaatste zich al snel naar San Pedro, dat er zo'n 15 minuten vandaan ligt.

## Bands
Enkele bands die bij Recess spelen:
- Fleshies
- Japanther
- Off with Their Heads
- Propagandhi
- Pinhead Gunpowder
- Toys That Kill
- F.Y.P